# Juan Ramírez de Guzmán
Juan Ramírez de Guzmán, o simplemente Juan de Guzmán, fue un religioso castellano que ejerció de obispo de Tuy (1390-91-1394), de Calahorra (1394-1403) y de Ávila (1403-1424).

## Biografía

Escudo de la Casa de Guzmán

Señala Enrique Flórez que fue oidor de la Audiencia Real. En cargos eclesiásticos, ocupó primero la sede del obispado de Tuy, entre 1390 y 1394. Su episcopado se inició poco después de la recuperación de la ciudad de manos de los portugueses por parte del rey Juan I de Castilla. Por la situación de incertidumbre, y promovido el obispo Diego de Anaya a la sede de Orense, Tuy quedó sin obispo. Esto, unido a la muerte del monarca, permitió que el arzobispo de Santiago de Compostela, Juan García Manrique, se dirigiera a Tuy para asegurarla para la corona y se apoderase del palacio episcopal, intitulándose obispo de esa sede y pidiendo homenaje a los ciudadanos. Casi al mismo tiempo, Ramírez de Guzmán era elegido obispo de Tuy y el 9 de marzo de 1391 obtuvo la provisión de Enrique III para que el prelado fuera integrado en la señoría de la ciudad y sus tierras, liberando a los tudenses del homenaje que habían rendido a García Manrique. Al año siguiente, estaba presente en las cortes de Burgos y aparece documentado confirmando de privilegios el 20 de febrero.
Fue relevado en la diócesis por Juan Fernández de Sotomayor en 1394 y promovido al obispado de Calahorra. Según Gil González Dávila, asistió a la ceremonia de coronación de Carlos III de Navarra y dio la ermita de San Miguel del Monte y la de Nuestra Señora de la Estrella a religiosos de la orden de San Jerónimo, que se convirtió en un ilustre convento de la diócesis. En 1396 ostentaba el título de Canciller Mayor de la reina Catalina de Lancaster y aparece confirmando privilegios.
En 1403 fue promovido al obispado de Ávila. Como titular asistió a las velaciones celebradas en la catedral el 24 de agosto de 1420 con motivo del matrimonio del nuevo rey Juan II de Castilla con María de Aragón, ceremonia oficiada por el arzobispo de Santiago, Lope de Mendoza.
Aún en vida de Ramírez de Guzmán, se produjeron en Castilla los alborotos causados por la acción de los Infantes de Aragón. El rey se retiró a Ávila, junto con el arzobispo de Santiago y gran parte de la nobleza. Allí celebró unas cortes que resultaron en una paz efímera; ya después de la muerte de Ramírez de Guzmán, tuvo lugar la batalla de Olmedo de 1445 que puso fin a la incursión de Juan II de Aragón en tierras de Castilla. El obispo murió el 6 de octubre de 1424 y fue enterrado en la catedral de Ávila. Dejó al capítulo catedralicio una renta para adquirir posesiones, o reparar las que tuvieran, y dejó dotados algunos aniversarios para el descanso perpetuo de su alma.